# Kontoristföreningens hus, Göteborg

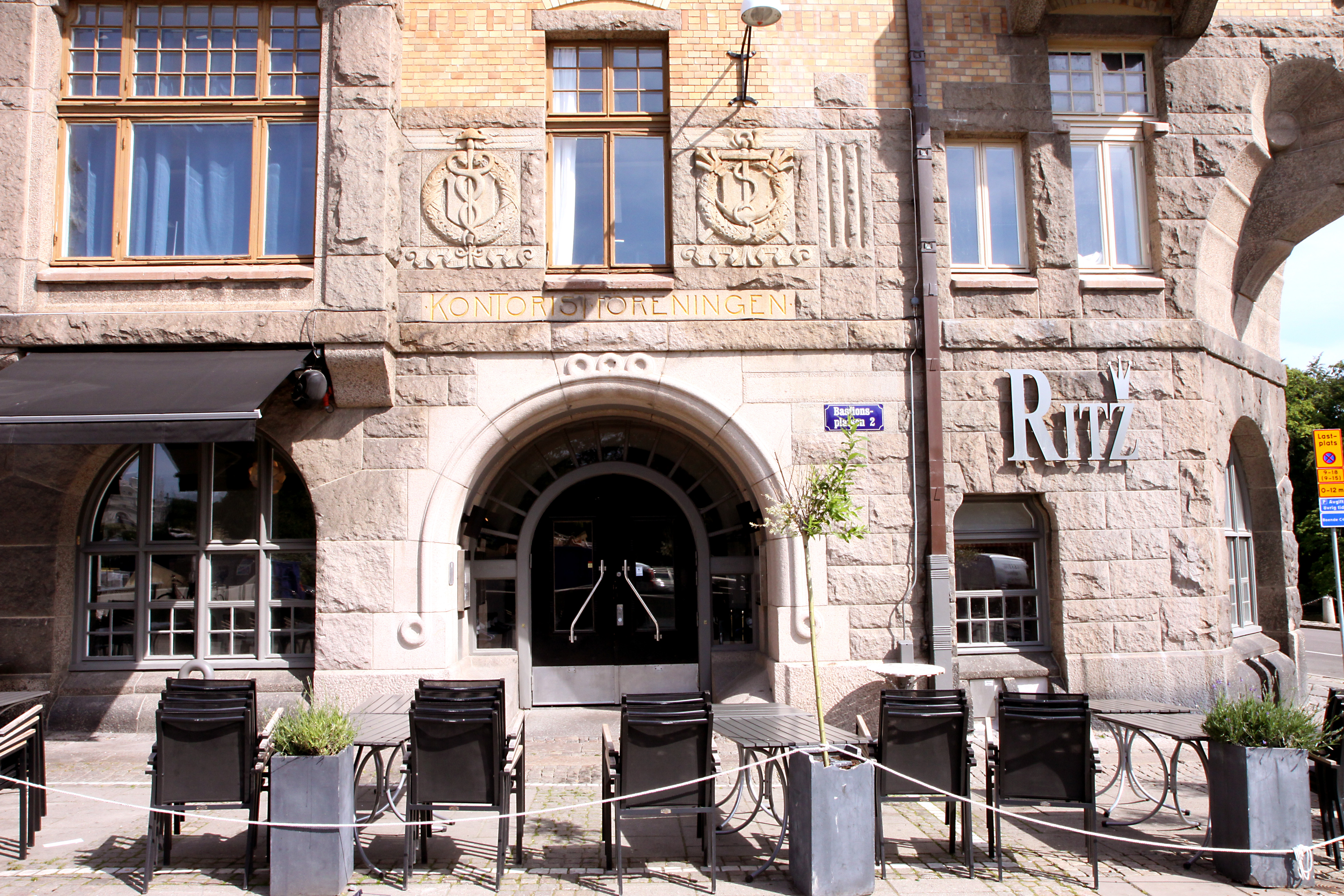
Foto på ingången till huset.

Kontoristföreningens hus är en byggnad vid Bastionsplatsen, med adress Stora Nygatan 23-25, i stadsdelen Inom Vallgraven i Göteborg. Byggnaden uppfördes i jugendstil under åren 1906-1908 och ritades av arkitekten och professorn Hans Hedlund. Lokalerna invigdes den 26 september 1908. Innan dess hade Kontoristföreningen från april 1894 hållit till på adressen Smedjegatan 6 och från augusti 1897 i det så kallade Mühlenbockska huset, Norra Hamngatan 18.
Lokalerna i Mühlenbockska huset blev snart för små, och vid ett sammanträde den 7 januari 1905 beslöt Kontoristföreningen att förvärva fastigheten Stora Nygatan 23-25. Köpeskillingen var 160 000 kronor. Planeringen för ett nybygge tog därefter vid, och den 30 januari 1906 beslöt man att låta Byggfirman J. Dähn uppföra en ny föreningsbyggnad, till en kostnad av 329 000 kronor. 
Göteborgs Kontoristförening startade 1892 och hade då 250 medlemmar. Huvudaktiviteterna var facklig och politisk verksamhet samt hotell- och restaurangrörelse. Byggnadens tre översta våningar byggdes som hotell och resten av huset innehöll föreningslokaler och sällskapsrum. Hotellet var för tiden mycket modernt, med hiss och rumstelefoner, det fanns kvar in på 1960-talet. 
Byggnadens höga fasader vilar på socklar av grovhuggen bohusgranit. Med hörntorn, gallerier och kraftfulla detaljer i granit bryter huset sig ut ur Stora Nygatans lugnare arkitektur. Jugendstilen markerar här det gedigna hantverket, individualiteten och enkelheten kom i centrum samtidigt som avstånd togs från kraven på symmetri och regelbundenhet och från ytligt dekortänkande. År 1964 lämnades merparten av Kontoristföreningens hus, då tiden hade kommit ikapp dess verksamhet. Fastigheten såldes till Skanska AB den 29 november 1979, och den 1 juli 1980 efter 72 år, hade föreningen slutligen utrymt "sin borg". 
En större restaurering genomfördes 1986–89, i samverkan med Göteborgs universitet, till en kostnad av 22 miljoner. Skanska tilldelades ett flertal utmärkelser för restaureringen, bland andra "Årets bygge 1990" och "Europa Nostra Awards 1990".